# Creu de Sant Ramon de Torà
La Creu de Sant Ramon de Torà és una creu de terme de Torà (Solsonès) inclosa a l'Inventari del Patrimoni Arquitectònic de Catalunya.

## Descripció

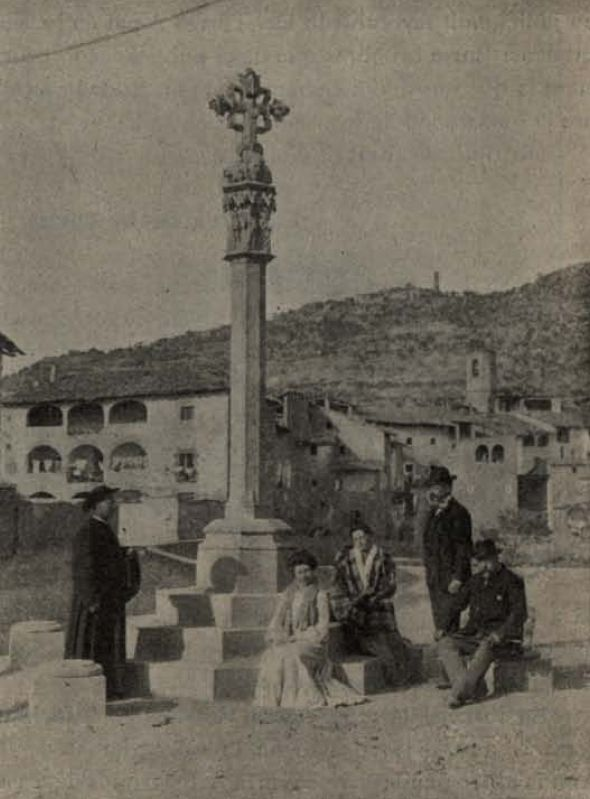
Creu original

Està situada al centre de la vila de Torà. És una reproducció feta l'any 1951, quan després de ser destruïda durant l'inici de la guerra, es va recol·locar per segona vegada.
La creu de Sant Ramon està formada per dos esgraons octogonals, un sòcol també octogonal i un fust d'on arrenca l'actual creu amb els braços tallats.
Aquesta factura és obra de l'artista Josep Riera, però sabem que la morfologia de creu que hi havia anteriorment era del tot diferent, ja que presentava uns notables relleus decoratius que l'actual creu ha perdut.
El sòcol, els esgraons i el fust actuals sí que són els originals.